# Masacre del casco
La masacre del Casco (en portugués: massacre do Capacete) del pueblo Tikuna tuvo lugar en marzo de 1988, en el municipio de Benjamin Constant, en la región de Alto Solimões, en una zona remota del estado de Amazonas en Brasil. La Funai, la Fundación Nacional de los Indios, había comenzado a demarcar las tierras tikuna, lo que provocó reacciones de los ocupantes ilegales locales. Los indígenas estaban reunidos en asamblea y estaban desarmados cuando fueron atacados. Durante la masacre murieron cuatro personas, diecinueve resultaron heridas y diez desaparecieron en el río Solimões. Inicialmente fue tratado como homicidio. Desde 1994 los tribunales brasileños lo han tratado como un genocidio.  En 2001, trece hombres fueron condenados por genocidio. En noviembre de 2004, en la apelación ante el tribunal federal de Brasil, Castelo Branco, el hombre inicialmente declarado culpable de contratar hombres para llevar a cabo el genocidio fue absuelto, y a los otros hombres se les redujeron sus sentencias iniciales de 15 a 25 años a 12 años.